# Bataille de Jenipapo
Guerre d'indépendance du Brésil
La Bataille de Jenipapo se déroule près de la rivière Jenipapo, dans la province d'alors de Piauí, le 13 mars 1823, entre l'Armée brésilienne et l'Armée portugaise pendant la Guerre d'indépendance brésilienne ,.
L'action implique les forces brésiliennes du Piauí, du Ceará et du Maranhão qui engagent les forces portugaises du major João José da Cunha Fidié, chargé de maintenir le nord de l'ancienne colonie portugaise fidèle à la Couronne . Les Brésiliens combattent avec des outils agricoles et n'ont ni expérience ni formation militaire. Ils perdent la bataille mais leur résistance fait détourner les troupes portugaises de leur destination initiale. Elle est l’une des batailles les plus féroces et les plus sanglantes de la guerre d’indépendance du Brésil.

## Contexte
Lorsque Fidié apprend la proclamation d'indépendance faite par le peuple de Parnaíba le 19 octobre 1822, rompant ainsi les liens qui unissent le Piauí au Portugal, il prend la décision de marcher avec presque tout son personnel militaire vers Parnaíba dans le but de maintenir la domination portugaise sur Piauí et étouffer le mouvement de libération.
D’Oeiras à Parnaíba, la distance est, selon les standards de l’époque, d'environ 660 kilomètres. En dehors du groupe d'officiers qui partent à cheval, les soldats doivent faire le voyage à pied. Fidié part le 13 novembre 1822 d'Oeiras en direction de Parnaíba, en passant par Campo Maior pour recevoir des renforts des troupes du Maranhão, notamment des contingents du village de Brejo dos Anapurus .

## Bataille
La population de Campo Maior apprend que Fidié vient de Parnaíba et se dirige vers Oeiras. Les hommes de la ville ainsi que des environs sont enrôlés et organisés en régiments. La population est motivée à se battre pour débarrasser le Piauí de la domination portugaise. Les combattants du Piauí et du Ceará ne portent pas d'uniforme. Outre quelques fusils, les armes qu'ils utilisent sont primitives : vieilles épées, lances, haches, couteaux, faucilles, bâtons et pierres.
Sans aucune expérience de la guerre, les Brésiliens atteignent les rives de la rivière Jenipapo, où ils entendent empêcher le passage des Portugais. Comme la rivière est presque à sec, la plupart des combattants se cachent dans le lit même du ruisseau, tandis que d'autres vont dans les fourrés de broussailles près du ravin.
Les forces portugaises de Fidié marchent jusqu'aux environs et il décide de diviser son armée en deux. Il dirige l'infanterie vers la gauche tandis que la cavalerie est à droite. Les Brésiliens se trouvant au bord de la route rencontrent la cavalerie portugaise. Ils attaquent les cavaliers portugais qui battent en retraite.
Les combattants du Piauí, entendant les coups de feu, comprennent que l'affrontement a commencé. Ils sortent des tranchées et se trouvent sur la route derrière l'ennemi.
Fidié, apprenant l'incident, traverse la rivière Jenipapo, construit à la hâte une barricade, distribue des armes lourdes et organise la position des tireurs en ligne de bataille dans les tranchées où ils se trouvent.
Face à la situation, les Brésiliens attaquent Fidié en même temps et dans toutes les directions le long des rives de la rivière. Au début des combats, les pertes sont lourdes côté brésilien. Leurs attaques successives sont balayées par les tirs des mousquets et canons portugais d'un côté à l'autre du champ de bataille. Des dizaines de corps tombent sous les balles de l'armée portugaise et les rares qui réussissent à franchir la ligne de mire donnent leur dernier souffle face aux canons.
Après cinq heures de combats, les Brésiliens se replient en désordre, laissant 542 prisonniers ainsi que 200 tués ou blessés. Les Portugais, dont les pertes sont estimées à 19 morts et 60 blessés, stationnent au ranch Tombador, à environ un kilomètre de Campo Maior. Fidié et son armée sont épuisés. Le soleil torride et la crainte d'une contre-attaque des Brésiliens ne permettent pas aux troupes portugaises de les poursuivre. Le capitaine Ceará Nereus, au moment du retrait, conduit la plupart des bagages des Portugais, composés de nourriture, d'eau, quelques armes et même un petit trésor. Fidié apporte le pillage qu'il a fait dans la ville de Parnaíba ,.

## Conséquences
Fidié passe deux jours dans la ville de Campo Maior pour enterrer ses morts. Le 16 mars 1823, il quitte la ville et conduit ses troupes à Porto Estanhado, à la frontière avec l'État du Maranhão.
Il est fait prisonnier quelques mois plus tard après le siège de Caxias et emmené à Oeiras, d'où il est envoyé à Rio de Janeiro. Fidié est finalement renvoyé au Portugal, où il est reçu avec les honneurs militaires pour services rendus à la couronne portugaise.

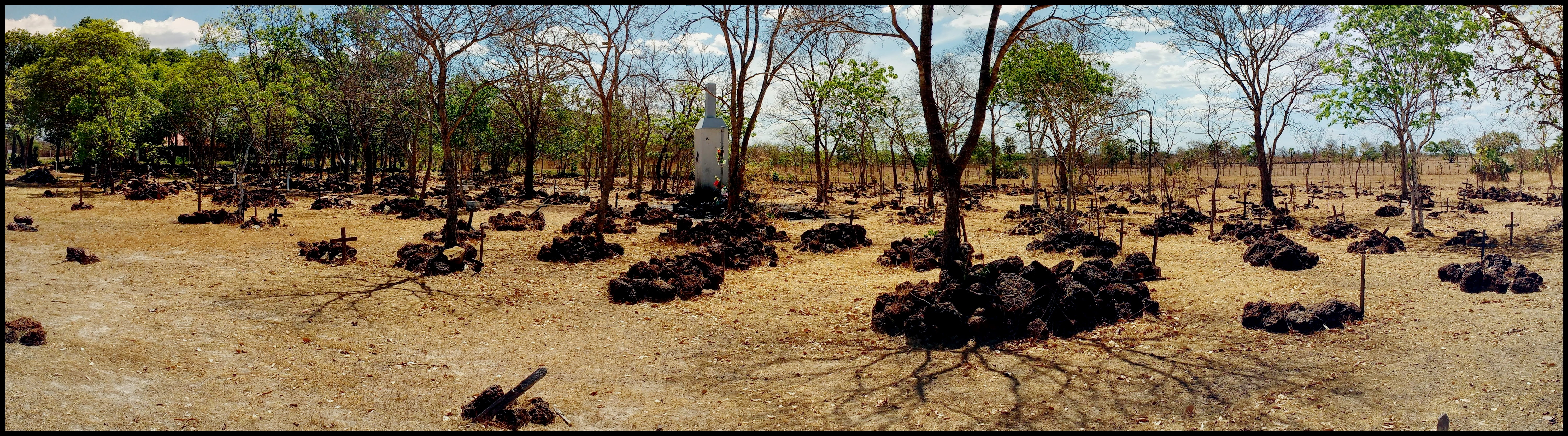
Cimetière Batalhão

A l'endroit de la bataille a été érigé un Monument à la mémoire des Brésiliens qui y sont morts pour l'indépendance de leur pays. Situé sur la rive gauche de la rivière, c'est un lieu touristique attrayant avec également une collection d'objets utilisés par les combattants .